# Neoboutonia melleri
Neoboutonia melleri är en törelväxtart som först beskrevs av Johannes Müller Argoviensis, och fick sitt nu gällande namn av David Prain. Neoboutonia melleri ingår i släktet Neoboutonia och familjen törelväxter. Inga underarter finns listade i Catalogue of Life.